# Saint-Lubin-des-Joncherets

Saint-Lubin-des-Joncherets este o comună în departamentul Eure-et-Loir, Franța. În 1 ianuarie 2022 avea o populație de 4.129 de locuitori.